# ハイシェラ (ブランド)

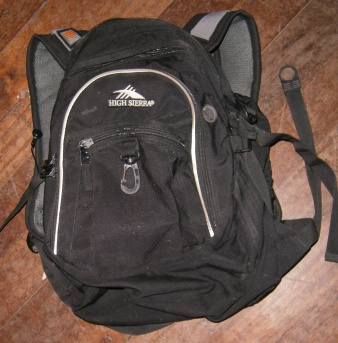
ハイシエラのバッグパックス

ハイシェラ（High Sierra）は1978年にアメリカ合衆国イリノイ州シカゴで生まれたアウトドアバッグブランド。
元々貿易商をおこなっていたHerb Bernbaumと、その息子 Hank によって立ち上げられてアウトドアバッグを中心に現在ではカジュアル、トラベルバッグまで幅広くラインナップされている。
日本ではあまり知名度の無いブランドだが、北米ではGMSを中心に流通が進み主に学生がキャンパスで使用している印象が強い。
2016年より日本国内での展開を開始。

## スポンサー
全世界で数多くのスポーツ団体・個人とのスポンサー契約を結んでおり、最も有名なのはアメリカのスキー・スノーボード協会との10年以上続くスポンサーシップ契約がある。
その他のスポンサー契約
- V8 Supercar Championship Team BOC (AUT)

- Triathlon national team (AUT)